# Кравченко, Андрей Иванович
Андре́й Ива́нович Кра́вченко (1913, Новодмитриевская, Кубанская область — 11 декабря 1964, Новодмитриевская, Краснодарский край) — вначале старший разведчик батареи 305-го гвардейского артиллерийского полка (117-я гвардейская стрелковая дивизия, 13-я армия, 1-й Украинский фронт), впоследствии командир отделения разведки артиллерийского дивизиона 99-го гвардейского артиллерийского полка (47-я гвардейская стрелковая дивизия, 8-я гвардейская армия, 1-й Белорусский фронт), гвардии старший сержант.

## Биография
Андрей Иванович Кравченко родился в крестьянской семье в станице Новодмитриевская Екатеринодарского округа Кубанской области (в настоящее время Северский район Краснодарского края). Окончил 7 классов школы. В 1934 году уехал на жительство в Краснодар. Работал в институте.
В июле 1941 года Кагановичским райвоенкоматом Краснодара горвоенкоматом он был призван в ряды Красной армии. С 9 марта 1942 года на фронтах Великой Отечественной войны.
20 февраля 1944 года приказом по 305 гвардейскому артиллерийскому полку разведчик гвардии сержант Кравченко был награждён медалью «За боевые заслуги» за то, что при проведении разведки в боях в Житомирской области обнаружил 4 дзота и артиллерийскую батарею противника.
В бою в 8 км юго-восточнее города Броды Львовской области старший разведчик 6-й батареи гвардии сержант Кравченко под сильным артиллерийским огнём противника вёл наблюдение за с НП на высоте 294,0. Он обнаружил 4 артиллерийские и одну миномётную батареи и до взвода пехоты. На скатах высоты обнаружил накапливающуюся для контратаки скопления солдат противника и 3 ручных пулемёта, мешавших продвижению стрелковых подразделения Красной армии. По его целеуказаниям по ним был нанесем артиллерийский удар и цели были подавлены или уничтожены. Приказом по 117-й гвардейской стрелковой дивизии от 12 июля 1944 года он был награждён орденом Славы 3-й степени.
При форсировании реки Одер в районе города Кюстрин (в настоящее время Костшин-над-Одрой) в населённом пункте Кюстрин-Киц командир отделения разведки гвардии сержант Кравченко отражал с отделением контратаки противника, пытавшегося сбросить войска Красной армии с занятых позиций. Приблизившись к разрывам снарядов прикрывавшей действия разведчиков батареи, Кравченко из автомата уничтожал солдат противника. При этом артиллеристам передавались сообщения об обнаруженных целях. В этом бою Кравченко был ранен, но поля боя не покинул, пока все контратаки не были отбиты. Приказом по 8-й гвардейской армии от 27 февраля 1945 года гвардии сержант Кравченко был награждён орденом Славы 2-й степени.
Во время наступательных боев в Зеловско-Берлинской операции 15—23 апреля 1945 года гвардии старший сержант Кравченко в районе Зеловских высот обнаружил 5 огневых точек, 2 противотанковых орудия, 2 танка и НП противника. Целеуказания его были своевременно переданы на батарею, огнём которой цели были подавлены. В бою 18 апреля 1945 года в районе озера Вермелинзе (54 км восточнее Берлина) в числе первых поднялся в атаку, увлекая за собой разведчиков, которые огнём из автоматов и гранатами выбили противника из первой траншеи. В ходе боя уничтожено несколько автоматчиков, взято в плен 2 солдата и 1 офицер противника. Указом Президиума Верховного Совета СССР от 15 мая 1946 года он был награждён орденом Славы 1-й степени.
Гвардии старший сержант Кравченко был демобилизован в 1947 году. Вернулся на родину. Жил в родной станице, работал в колхозе.
Скончался Андрей Иванович Кравченко 11 декабря 1964 года.